# Шифман, Израиль Абрамович
Израиль Абрамович Шифман 27 сентября (10 октября) 1903, Одесса — 29 апреля 1930, Кишинёв) — румынский шахматный композитор. Редактор отдела двухходовок (1928—1930) румынского журнала «Ревиста Ромынэ де шах» (рум. Revista Română de Șah). Автор темы, носящей его имя (Шифмана тема).

## Биография
Родился 27 сентября (по старому стилю) 1903 года, в семье одесского мещанина Абрама Овшиевича (Евшиевича) Шифмана (1868—?) и дунаевецкой мещанки Суры-Ривки Абрамовны Шифман (в девичестве Клигман, 1882—?), заключивших брак в Одессе 31 марта 1902 года. Научился играть в шахматы в 7 лет.  С 1918 года семья жила в Кишинёве. Окончил Высшую техническую школу в Шарлоттенбурге.
Композицией увлёкся в 1924 году. Всего опубликовал 190 задач, в основном двухходовых.
Наряду с идишем, русским и румынским владел немецким, английским, французским, итальянским языками. Публиковался во многих изданиях, считался признанным авторитетом.
Умер 29 апреля 1930 года в Кишинёве. Причиной смерти стал грипп.

## Достижения
С 1924 года опубликовал 190 композиций, преимущественно двухходовки. Быстро выдвинулся в число ведущих композиторов благодаря оригинальным, остроумным композициям.
По итогам конкурсных достижений 1928 года занял 2-е место (после А. Мари, опередив Л. Куббеля, С. Левмана, Г. Нитвельта, К. Мэнсфилда), в 1929 году — 1-е. В Альбоме ФИДЕ (1914—1944) представлен 15 двухходовыми задачами (больше число задач в этом альбоме лишь у К. Мэнсфилда и Л. Лошинского). В книге «Век двухходовки» (США, 1941), отразившей развитие этого жанра шахматной композиции за 100 лет, представлен 7 задачами (после К. Мэнсфилда — 8). Конкурсы памяти Шифмана проведены журналами «Revista Română de Șah» (1930—1931) и «Die Schwalbe» (1980).
На конкурсах удостоен 80 отличий, в том числе 46 призов (22 — первых). Рейтинг в Альбомах ФИДЕ на 28 мая 2024 года — 17,33 балла.

## Задачи
|   | a | b | c | d | e | f | g | h |   |
| - | --- | --- | --- | --- | --- | --- | --- | --- | - |
| 8 | a8 белый король · f8 белый слон · g8 белый слон · b7 белый ферзь · f6 чёрная пешка · c4 белая ладья · f4 чёрная ладья · h4 чёрная ладья · a3 белый конь · d3 белый конь · g3 чёрный ферзь · a2 чёрный король · b2 чёрная пешка · d2 чёрная пешка · f2 чёрная пешка · h2 чёрная пешка · a1 чёрный слон | a8 белый король · f8 белый слон · g8 белый слон · b7 белый ферзь · f6 чёрная пешка · c4 белая ладья · f4 чёрная ладья · h4 чёрная ладья · a3 белый конь · d3 белый конь · g3 чёрный ферзь · a2 чёрный король · b2 чёрная пешка · d2 чёрная пешка · f2 чёрная пешка · h2 чёрная пешка · a1 чёрный слон | a8 белый король · f8 белый слон · g8 белый слон · b7 белый ферзь · f6 чёрная пешка · c4 белая ладья · f4 чёрная ладья · h4 чёрная ладья · a3 белый конь · d3 белый конь · g3 чёрный ферзь · a2 чёрный король · b2 чёрная пешка · d2 чёрная пешка · f2 чёрная пешка · h2 чёрная пешка · a1 чёрный слон | a8 белый король · f8 белый слон · g8 белый слон · b7 белый ферзь · f6 чёрная пешка · c4 белая ладья · f4 чёрная ладья · h4 чёрная ладья · a3 белый конь · d3 белый конь · g3 чёрный ферзь · a2 чёрный король · b2 чёрная пешка · d2 чёрная пешка · f2 чёрная пешка · h2 чёрная пешка · a1 чёрный слон | a8 белый король · f8 белый слон · g8 белый слон · b7 белый ферзь · f6 чёрная пешка · c4 белая ладья · f4 чёрная ладья · h4 чёрная ладья · a3 белый конь · d3 белый конь · g3 чёрный ферзь · a2 чёрный король · b2 чёрная пешка · d2 чёрная пешка · f2 чёрная пешка · h2 чёрная пешка · a1 чёрный слон | a8 белый король · f8 белый слон · g8 белый слон · b7 белый ферзь · f6 чёрная пешка · c4 белая ладья · f4 чёрная ладья · h4 чёрная ладья · a3 белый конь · d3 белый конь · g3 чёрный ферзь · a2 чёрный король · b2 чёрная пешка · d2 чёрная пешка · f2 чёрная пешка · h2 чёрная пешка · a1 чёрный слон | a8 белый король · f8 белый слон · g8 белый слон · b7 белый ферзь · f6 чёрная пешка · c4 белая ладья · f4 чёрная ладья · h4 чёрная ладья · a3 белый конь · d3 белый конь · g3 чёрный ферзь · a2 чёрный король · b2 чёрная пешка · d2 чёрная пешка · f2 чёрная пешка · h2 чёрная пешка · a1 чёрный слон | a8 белый король · f8 белый слон · g8 белый слон · b7 белый ферзь · f6 чёрная пешка · c4 белая ладья · f4 чёрная ладья · h4 чёрная ладья · a3 белый конь · d3 белый конь · g3 чёрный ферзь · a2 чёрный король · b2 чёрная пешка · d2 чёрная пешка · f2 чёрная пешка · h2 чёрная пешка · a1 чёрный слон | 8 |
| 7 | a8 белый король · f8 белый слон · g8 белый слон · b7 белый ферзь · f6 чёрная пешка · c4 белая ладья · f4 чёрная ладья · h4 чёрная ладья · a3 белый конь · d3 белый конь · g3 чёрный ферзь · a2 чёрный король · b2 чёрная пешка · d2 чёрная пешка · f2 чёрная пешка · h2 чёрная пешка · a1 чёрный слон | a8 белый король · f8 белый слон · g8 белый слон · b7 белый ферзь · f6 чёрная пешка · c4 белая ладья · f4 чёрная ладья · h4 чёрная ладья · a3 белый конь · d3 белый конь · g3 чёрный ферзь · a2 чёрный король · b2 чёрная пешка · d2 чёрная пешка · f2 чёрная пешка · h2 чёрная пешка · a1 чёрный слон | a8 белый король · f8 белый слон · g8 белый слон · b7 белый ферзь · f6 чёрная пешка · c4 белая ладья · f4 чёрная ладья · h4 чёрная ладья · a3 белый конь · d3 белый конь · g3 чёрный ферзь · a2 чёрный король · b2 чёрная пешка · d2 чёрная пешка · f2 чёрная пешка · h2 чёрная пешка · a1 чёрный слон | a8 белый король · f8 белый слон · g8 белый слон · b7 белый ферзь · f6 чёрная пешка · c4 белая ладья · f4 чёрная ладья · h4 чёрная ладья · a3 белый конь · d3 белый конь · g3 чёрный ферзь · a2 чёрный король · b2 чёрная пешка · d2 чёрная пешка · f2 чёрная пешка · h2 чёрная пешка · a1 чёрный слон | a8 белый король · f8 белый слон · g8 белый слон · b7 белый ферзь · f6 чёрная пешка · c4 белая ладья · f4 чёрная ладья · h4 чёрная ладья · a3 белый конь · d3 белый конь · g3 чёрный ферзь · a2 чёрный король · b2 чёрная пешка · d2 чёрная пешка · f2 чёрная пешка · h2 чёрная пешка · a1 чёрный слон | a8 белый король · f8 белый слон · g8 белый слон · b7 белый ферзь · f6 чёрная пешка · c4 белая ладья · f4 чёрная ладья · h4 чёрная ладья · a3 белый конь · d3 белый конь · g3 чёрный ферзь · a2 чёрный король · b2 чёрная пешка · d2 чёрная пешка · f2 чёрная пешка · h2 чёрная пешка · a1 чёрный слон | a8 белый король · f8 белый слон · g8 белый слон · b7 белый ферзь · f6 чёрная пешка · c4 белая ладья · f4 чёрная ладья · h4 чёрная ладья · a3 белый конь · d3 белый конь · g3 чёрный ферзь · a2 чёрный король · b2 чёрная пешка · d2 чёрная пешка · f2 чёрная пешка · h2 чёрная пешка · a1 чёрный слон | a8 белый король · f8 белый слон · g8 белый слон · b7 белый ферзь · f6 чёрная пешка · c4 белая ладья · f4 чёрная ладья · h4 чёрная ладья · a3 белый конь · d3 белый конь · g3 чёрный ферзь · a2 чёрный король · b2 чёрная пешка · d2 чёрная пешка · f2 чёрная пешка · h2 чёрная пешка · a1 чёрный слон | 7 |
| 6 | a8 белый король · f8 белый слон · g8 белый слон · b7 белый ферзь · f6 чёрная пешка · c4 белая ладья · f4 чёрная ладья · h4 чёрная ладья · a3 белый конь · d3 белый конь · g3 чёрный ферзь · a2 чёрный король · b2 чёрная пешка · d2 чёрная пешка · f2 чёрная пешка · h2 чёрная пешка · a1 чёрный слон | a8 белый король · f8 белый слон · g8 белый слон · b7 белый ферзь · f6 чёрная пешка · c4 белая ладья · f4 чёрная ладья · h4 чёрная ладья · a3 белый конь · d3 белый конь · g3 чёрный ферзь · a2 чёрный король · b2 чёрная пешка · d2 чёрная пешка · f2 чёрная пешка · h2 чёрная пешка · a1 чёрный слон | a8 белый король · f8 белый слон · g8 белый слон · b7 белый ферзь · f6 чёрная пешка · c4 белая ладья · f4 чёрная ладья · h4 чёрная ладья · a3 белый конь · d3 белый конь · g3 чёрный ферзь · a2 чёрный король · b2 чёрная пешка · d2 чёрная пешка · f2 чёрная пешка · h2 чёрная пешка · a1 чёрный слон | a8 белый король · f8 белый слон · g8 белый слон · b7 белый ферзь · f6 чёрная пешка · c4 белая ладья · f4 чёрная ладья · h4 чёрная ладья · a3 белый конь · d3 белый конь · g3 чёрный ферзь · a2 чёрный король · b2 чёрная пешка · d2 чёрная пешка · f2 чёрная пешка · h2 чёрная пешка · a1 чёрный слон | a8 белый король · f8 белый слон · g8 белый слон · b7 белый ферзь · f6 чёрная пешка · c4 белая ладья · f4 чёрная ладья · h4 чёрная ладья · a3 белый конь · d3 белый конь · g3 чёрный ферзь · a2 чёрный король · b2 чёрная пешка · d2 чёрная пешка · f2 чёрная пешка · h2 чёрная пешка · a1 чёрный слон | a8 белый король · f8 белый слон · g8 белый слон · b7 белый ферзь · f6 чёрная пешка · c4 белая ладья · f4 чёрная ладья · h4 чёрная ладья · a3 белый конь · d3 белый конь · g3 чёрный ферзь · a2 чёрный король · b2 чёрная пешка · d2 чёрная пешка · f2 чёрная пешка · h2 чёрная пешка · a1 чёрный слон | a8 белый король · f8 белый слон · g8 белый слон · b7 белый ферзь · f6 чёрная пешка · c4 белая ладья · f4 чёрная ладья · h4 чёрная ладья · a3 белый конь · d3 белый конь · g3 чёрный ферзь · a2 чёрный король · b2 чёрная пешка · d2 чёрная пешка · f2 чёрная пешка · h2 чёрная пешка · a1 чёрный слон | a8 белый король · f8 белый слон · g8 белый слон · b7 белый ферзь · f6 чёрная пешка · c4 белая ладья · f4 чёрная ладья · h4 чёрная ладья · a3 белый конь · d3 белый конь · g3 чёрный ферзь · a2 чёрный король · b2 чёрная пешка · d2 чёрная пешка · f2 чёрная пешка · h2 чёрная пешка · a1 чёрный слон | 6 |
| 5 | a8 белый король · f8 белый слон · g8 белый слон · b7 белый ферзь · f6 чёрная пешка · c4 белая ладья · f4 чёрная ладья · h4 чёрная ладья · a3 белый конь · d3 белый конь · g3 чёрный ферзь · a2 чёрный король · b2 чёрная пешка · d2 чёрная пешка · f2 чёрная пешка · h2 чёрная пешка · a1 чёрный слон | a8 белый король · f8 белый слон · g8 белый слон · b7 белый ферзь · f6 чёрная пешка · c4 белая ладья · f4 чёрная ладья · h4 чёрная ладья · a3 белый конь · d3 белый конь · g3 чёрный ферзь · a2 чёрный король · b2 чёрная пешка · d2 чёрная пешка · f2 чёрная пешка · h2 чёрная пешка · a1 чёрный слон | a8 белый король · f8 белый слон · g8 белый слон · b7 белый ферзь · f6 чёрная пешка · c4 белая ладья · f4 чёрная ладья · h4 чёрная ладья · a3 белый конь · d3 белый конь · g3 чёрный ферзь · a2 чёрный король · b2 чёрная пешка · d2 чёрная пешка · f2 чёрная пешка · h2 чёрная пешка · a1 чёрный слон | a8 белый король · f8 белый слон · g8 белый слон · b7 белый ферзь · f6 чёрная пешка · c4 белая ладья · f4 чёрная ладья · h4 чёрная ладья · a3 белый конь · d3 белый конь · g3 чёрный ферзь · a2 чёрный король · b2 чёрная пешка · d2 чёрная пешка · f2 чёрная пешка · h2 чёрная пешка · a1 чёрный слон | a8 белый король · f8 белый слон · g8 белый слон · b7 белый ферзь · f6 чёрная пешка · c4 белая ладья · f4 чёрная ладья · h4 чёрная ладья · a3 белый конь · d3 белый конь · g3 чёрный ферзь · a2 чёрный король · b2 чёрная пешка · d2 чёрная пешка · f2 чёрная пешка · h2 чёрная пешка · a1 чёрный слон | a8 белый король · f8 белый слон · g8 белый слон · b7 белый ферзь · f6 чёрная пешка · c4 белая ладья · f4 чёрная ладья · h4 чёрная ладья · a3 белый конь · d3 белый конь · g3 чёрный ферзь · a2 чёрный король · b2 чёрная пешка · d2 чёрная пешка · f2 чёрная пешка · h2 чёрная пешка · a1 чёрный слон | a8 белый король · f8 белый слон · g8 белый слон · b7 белый ферзь · f6 чёрная пешка · c4 белая ладья · f4 чёрная ладья · h4 чёрная ладья · a3 белый конь · d3 белый конь · g3 чёрный ферзь · a2 чёрный король · b2 чёрная пешка · d2 чёрная пешка · f2 чёрная пешка · h2 чёрная пешка · a1 чёрный слон | a8 белый король · f8 белый слон · g8 белый слон · b7 белый ферзь · f6 чёрная пешка · c4 белая ладья · f4 чёрная ладья · h4 чёрная ладья · a3 белый конь · d3 белый конь · g3 чёрный ферзь · a2 чёрный король · b2 чёрная пешка · d2 чёрная пешка · f2 чёрная пешка · h2 чёрная пешка · a1 чёрный слон | 5 |
| 4 | a8 белый король · f8 белый слон · g8 белый слон · b7 белый ферзь · f6 чёрная пешка · c4 белая ладья · f4 чёрная ладья · h4 чёрная ладья · a3 белый конь · d3 белый конь · g3 чёрный ферзь · a2 чёрный король · b2 чёрная пешка · d2 чёрная пешка · f2 чёрная пешка · h2 чёрная пешка · a1 чёрный слон | a8 белый король · f8 белый слон · g8 белый слон · b7 белый ферзь · f6 чёрная пешка · c4 белая ладья · f4 чёрная ладья · h4 чёрная ладья · a3 белый конь · d3 белый конь · g3 чёрный ферзь · a2 чёрный король · b2 чёрная пешка · d2 чёрная пешка · f2 чёрная пешка · h2 чёрная пешка · a1 чёрный слон | a8 белый король · f8 белый слон · g8 белый слон · b7 белый ферзь · f6 чёрная пешка · c4 белая ладья · f4 чёрная ладья · h4 чёрная ладья · a3 белый конь · d3 белый конь · g3 чёрный ферзь · a2 чёрный король · b2 чёрная пешка · d2 чёрная пешка · f2 чёрная пешка · h2 чёрная пешка · a1 чёрный слон | a8 белый король · f8 белый слон · g8 белый слон · b7 белый ферзь · f6 чёрная пешка · c4 белая ладья · f4 чёрная ладья · h4 чёрная ладья · a3 белый конь · d3 белый конь · g3 чёрный ферзь · a2 чёрный король · b2 чёрная пешка · d2 чёрная пешка · f2 чёрная пешка · h2 чёрная пешка · a1 чёрный слон | a8 белый король · f8 белый слон · g8 белый слон · b7 белый ферзь · f6 чёрная пешка · c4 белая ладья · f4 чёрная ладья · h4 чёрная ладья · a3 белый конь · d3 белый конь · g3 чёрный ферзь · a2 чёрный король · b2 чёрная пешка · d2 чёрная пешка · f2 чёрная пешка · h2 чёрная пешка · a1 чёрный слон | a8 белый король · f8 белый слон · g8 белый слон · b7 белый ферзь · f6 чёрная пешка · c4 белая ладья · f4 чёрная ладья · h4 чёрная ладья · a3 белый конь · d3 белый конь · g3 чёрный ферзь · a2 чёрный король · b2 чёрная пешка · d2 чёрная пешка · f2 чёрная пешка · h2 чёрная пешка · a1 чёрный слон | a8 белый король · f8 белый слон · g8 белый слон · b7 белый ферзь · f6 чёрная пешка · c4 белая ладья · f4 чёрная ладья · h4 чёрная ладья · a3 белый конь · d3 белый конь · g3 чёрный ферзь · a2 чёрный король · b2 чёрная пешка · d2 чёрная пешка · f2 чёрная пешка · h2 чёрная пешка · a1 чёрный слон | a8 белый король · f8 белый слон · g8 белый слон · b7 белый ферзь · f6 чёрная пешка · c4 белая ладья · f4 чёрная ладья · h4 чёрная ладья · a3 белый конь · d3 белый конь · g3 чёрный ферзь · a2 чёрный король · b2 чёрная пешка · d2 чёрная пешка · f2 чёрная пешка · h2 чёрная пешка · a1 чёрный слон | 4 |
| 3 | a8 белый король · f8 белый слон · g8 белый слон · b7 белый ферзь · f6 чёрная пешка · c4 белая ладья · f4 чёрная ладья · h4 чёрная ладья · a3 белый конь · d3 белый конь · g3 чёрный ферзь · a2 чёрный король · b2 чёрная пешка · d2 чёрная пешка · f2 чёрная пешка · h2 чёрная пешка · a1 чёрный слон | a8 белый король · f8 белый слон · g8 белый слон · b7 белый ферзь · f6 чёрная пешка · c4 белая ладья · f4 чёрная ладья · h4 чёрная ладья · a3 белый конь · d3 белый конь · g3 чёрный ферзь · a2 чёрный король · b2 чёрная пешка · d2 чёрная пешка · f2 чёрная пешка · h2 чёрная пешка · a1 чёрный слон | a8 белый король · f8 белый слон · g8 белый слон · b7 белый ферзь · f6 чёрная пешка · c4 белая ладья · f4 чёрная ладья · h4 чёрная ладья · a3 белый конь · d3 белый конь · g3 чёрный ферзь · a2 чёрный король · b2 чёрная пешка · d2 чёрная пешка · f2 чёрная пешка · h2 чёрная пешка · a1 чёрный слон | a8 белый король · f8 белый слон · g8 белый слон · b7 белый ферзь · f6 чёрная пешка · c4 белая ладья · f4 чёрная ладья · h4 чёрная ладья · a3 белый конь · d3 белый конь · g3 чёрный ферзь · a2 чёрный король · b2 чёрная пешка · d2 чёрная пешка · f2 чёрная пешка · h2 чёрная пешка · a1 чёрный слон | a8 белый король · f8 белый слон · g8 белый слон · b7 белый ферзь · f6 чёрная пешка · c4 белая ладья · f4 чёрная ладья · h4 чёрная ладья · a3 белый конь · d3 белый конь · g3 чёрный ферзь · a2 чёрный король · b2 чёрная пешка · d2 чёрная пешка · f2 чёрная пешка · h2 чёрная пешка · a1 чёрный слон | a8 белый король · f8 белый слон · g8 белый слон · b7 белый ферзь · f6 чёрная пешка · c4 белая ладья · f4 чёрная ладья · h4 чёрная ладья · a3 белый конь · d3 белый конь · g3 чёрный ферзь · a2 чёрный король · b2 чёрная пешка · d2 чёрная пешка · f2 чёрная пешка · h2 чёрная пешка · a1 чёрный слон | a8 белый король · f8 белый слон · g8 белый слон · b7 белый ферзь · f6 чёрная пешка · c4 белая ладья · f4 чёрная ладья · h4 чёрная ладья · a3 белый конь · d3 белый конь · g3 чёрный ферзь · a2 чёрный король · b2 чёрная пешка · d2 чёрная пешка · f2 чёрная пешка · h2 чёрная пешка · a1 чёрный слон | a8 белый король · f8 белый слон · g8 белый слон · b7 белый ферзь · f6 чёрная пешка · c4 белая ладья · f4 чёрная ладья · h4 чёрная ладья · a3 белый конь · d3 белый конь · g3 чёрный ферзь · a2 чёрный король · b2 чёрная пешка · d2 чёрная пешка · f2 чёрная пешка · h2 чёрная пешка · a1 чёрный слон | 3 |
| 2 | a8 белый король · f8 белый слон · g8 белый слон · b7 белый ферзь · f6 чёрная пешка · c4 белая ладья · f4 чёрная ладья · h4 чёрная ладья · a3 белый конь · d3 белый конь · g3 чёрный ферзь · a2 чёрный король · b2 чёрная пешка · d2 чёрная пешка · f2 чёрная пешка · h2 чёрная пешка · a1 чёрный слон | a8 белый король · f8 белый слон · g8 белый слон · b7 белый ферзь · f6 чёрная пешка · c4 белая ладья · f4 чёрная ладья · h4 чёрная ладья · a3 белый конь · d3 белый конь · g3 чёрный ферзь · a2 чёрный король · b2 чёрная пешка · d2 чёрная пешка · f2 чёрная пешка · h2 чёрная пешка · a1 чёрный слон | a8 белый король · f8 белый слон · g8 белый слон · b7 белый ферзь · f6 чёрная пешка · c4 белая ладья · f4 чёрная ладья · h4 чёрная ладья · a3 белый конь · d3 белый конь · g3 чёрный ферзь · a2 чёрный король · b2 чёрная пешка · d2 чёрная пешка · f2 чёрная пешка · h2 чёрная пешка · a1 чёрный слон | a8 белый король · f8 белый слон · g8 белый слон · b7 белый ферзь · f6 чёрная пешка · c4 белая ладья · f4 чёрная ладья · h4 чёрная ладья · a3 белый конь · d3 белый конь · g3 чёрный ферзь · a2 чёрный король · b2 чёрная пешка · d2 чёрная пешка · f2 чёрная пешка · h2 чёрная пешка · a1 чёрный слон | a8 белый король · f8 белый слон · g8 белый слон · b7 белый ферзь · f6 чёрная пешка · c4 белая ладья · f4 чёрная ладья · h4 чёрная ладья · a3 белый конь · d3 белый конь · g3 чёрный ферзь · a2 чёрный король · b2 чёрная пешка · d2 чёрная пешка · f2 чёрная пешка · h2 чёрная пешка · a1 чёрный слон | a8 белый король · f8 белый слон · g8 белый слон · b7 белый ферзь · f6 чёрная пешка · c4 белая ладья · f4 чёрная ладья · h4 чёрная ладья · a3 белый конь · d3 белый конь · g3 чёрный ферзь · a2 чёрный король · b2 чёрная пешка · d2 чёрная пешка · f2 чёрная пешка · h2 чёрная пешка · a1 чёрный слон | a8 белый король · f8 белый слон · g8 белый слон · b7 белый ферзь · f6 чёрная пешка · c4 белая ладья · f4 чёрная ладья · h4 чёрная ладья · a3 белый конь · d3 белый конь · g3 чёрный ферзь · a2 чёрный король · b2 чёрная пешка · d2 чёрная пешка · f2 чёрная пешка · h2 чёрная пешка · a1 чёрный слон | a8 белый король · f8 белый слон · g8 белый слон · b7 белый ферзь · f6 чёрная пешка · c4 белая ладья · f4 чёрная ладья · h4 чёрная ладья · a3 белый конь · d3 белый конь · g3 чёрный ферзь · a2 чёрный король · b2 чёрная пешка · d2 чёрная пешка · f2 чёрная пешка · h2 чёрная пешка · a1 чёрный слон | 2 |
| 1 | a8 белый король · f8 белый слон · g8 белый слон · b7 белый ферзь · f6 чёрная пешка · c4 белая ладья · f4 чёрная ладья · h4 чёрная ладья · a3 белый конь · d3 белый конь · g3 чёрный ферзь · a2 чёрный король · b2 чёрная пешка · d2 чёрная пешка · f2 чёрная пешка · h2 чёрная пешка · a1 чёрный слон | a8 белый король · f8 белый слон · g8 белый слон · b7 белый ферзь · f6 чёрная пешка · c4 белая ладья · f4 чёрная ладья · h4 чёрная ладья · a3 белый конь · d3 белый конь · g3 чёрный ферзь · a2 чёрный король · b2 чёрная пешка · d2 чёрная пешка · f2 чёрная пешка · h2 чёрная пешка · a1 чёрный слон | a8 белый король · f8 белый слон · g8 белый слон · b7 белый ферзь · f6 чёрная пешка · c4 белая ладья · f4 чёрная ладья · h4 чёрная ладья · a3 белый конь · d3 белый конь · g3 чёрный ферзь · a2 чёрный король · b2 чёрная пешка · d2 чёрная пешка · f2 чёрная пешка · h2 чёрная пешка · a1 чёрный слон | a8 белый король · f8 белый слон · g8 белый слон · b7 белый ферзь · f6 чёрная пешка · c4 белая ладья · f4 чёрная ладья · h4 чёрная ладья · a3 белый конь · d3 белый конь · g3 чёрный ферзь · a2 чёрный король · b2 чёрная пешка · d2 чёрная пешка · f2 чёрная пешка · h2 чёрная пешка · a1 чёрный слон | a8 белый король · f8 белый слон · g8 белый слон · b7 белый ферзь · f6 чёрная пешка · c4 белая ладья · f4 чёрная ладья · h4 чёрная ладья · a3 белый конь · d3 белый конь · g3 чёрный ферзь · a2 чёрный король · b2 чёрная пешка · d2 чёрная пешка · f2 чёрная пешка · h2 чёрная пешка · a1 чёрный слон | a8 белый король · f8 белый слон · g8 белый слон · b7 белый ферзь · f6 чёрная пешка · c4 белая ладья · f4 чёрная ладья · h4 чёрная ладья · a3 белый конь · d3 белый конь · g3 чёрный ферзь · a2 чёрный король · b2 чёрная пешка · d2 чёрная пешка · f2 чёрная пешка · h2 чёрная пешка · a1 чёрный слон | a8 белый король · f8 белый слон · g8 белый слон · b7 белый ферзь · f6 чёрная пешка · c4 белая ладья · f4 чёрная ладья · h4 чёрная ладья · a3 белый конь · d3 белый конь · g3 чёрный ферзь · a2 чёрный король · b2 чёрная пешка · d2 чёрная пешка · f2 чёрная пешка · h2 чёрная пешка · a1 чёрный слон | a8 белый король · f8 белый слон · g8 белый слон · b7 белый ферзь · f6 чёрная пешка · c4 белая ладья · f4 чёрная ладья · h4 чёрная ладья · a3 белый конь · d3 белый конь · g3 чёрный ферзь · a2 чёрный король · b2 чёрная пешка · d2 чёрная пешка · f2 чёрная пешка · h2 чёрная пешка · a1 чёрный слон | 1 |
|   | a | b | c | d | e | f | g | h |   |

1.Фf3!! с угрозой 2.Kb4# 

1. ... Ф:f3+ 2.Лe4# 

1. ... Л:f3 2.Лg4# 

1. ... Крb3 2.Кc1# 

1. ... b1Ф 2.Лc2#